# 高特吉斯-德阿特阿加
高特吉斯-德阿特阿加（西班牙語：Gautéguiz de Arteaga）是西班牙巴斯克自治区比斯开省的一个市镇。总面积14平方公里，总人口843人（2001年），人口密度60人/平方公里。